# Бричени
Бричени (молд. Бричень, рус. Бричаны) је град и седиште Бриченског рејона, који се налази у северном делу Молдавије.

## Назив
Стари називи града били су: Берчан, Бричени, Бричени-Трг, Бричени-Село, Бричан, Бритчани, Брицитени. Истоимено село је удаљено 50 km од града.

## Становништво
Према попису, у граду је 2014. живело 7.314 становника.
| Етнички састав     |               |                |             |
| Народ              | попис 1930.   | попис 1930.    | попис 2004. |
| Народ              | Бричени (трг) | Бричени (село) | попис 2004. |
| Молдавци (Румуни)  | 57            | 153            | 3,411       |
| Јевреји            | 5,354         | 63             | 52          |
| Рутени (Украјинци) | 144           | 2,773          | 4,271       |
| Руси               | 52            | 98             | 737         |
| Роми               | –             | –              | 185         |
| Бугари             | 1             | –              | 26          |
| Гагаузи            | –             | –              | 14          |
| Пољаци             | 10            | 64             | 3           |
| Немци              | 2             | 8              | 66          |
| Грци               | 5             | –              | 66          |
| Мађари             | –             | 1              | 66          |
| остали             | –             | –              | 66          |
| Укупно             | 5,625         | 3,160          | 8,765       |

| Матерњи језик |               |                |
| Језик         | попис 1930.   | попис 1930.    |
| Језик         | Бричени (трг) | Бричени (село) |
| Румунски      | 64            | 123            |
| Јидиш         | 5,348         | 63             |
| Украјински    | 123           | 2,790          |
| Руски         | 83            | 162            |
| Пољски        | –             | 16             |
| Немачки       | 6             | 6              |
| Бугарски      | 1             | –              |
| остали        | –             | –              |
| Укупно        | 5,625         | 3,160          |

### Јевреји у Бриченију
У граду је 1817. године живело 137 јеврејских породица; још 47 је раније напустило село када је делимично уништено у пожару. Заједница се повећала у првој половини 19. века, а до средине 19. века била је међу највећим у региону. У Бриченију је 1897. године било 7.184 Јевреја (96,5% укупне популације). Јеврејска државна школа отворена је 1847. године, а постојала је и болница која је основана 1885. године. Сто двадесет пет јеврејских пољопривредника је 1924. године обрађивало 641 хектара земље, од чега је 500 хектара било под закупом. Према званичном попису становништва, 1930. године је било 5,354 Јевреја (95,2% од укупног броја становника).
Пре Другог светског рата, многи Јевреји из околних подручја су били настањени у Бриченију и до 1940. године Јевреја је било око 10.000. У јуну 1940. године, када је град био анексиран у Совјетском Савезу, имовина и објекти јеврејске заједнице су конфисковани, а само је синагога спашена јер је коришћена као амбар. Око 80 Јевреја, углавном лидера заједнице, је прогнано у Сибир. Осмог јула 1941. године румунске и немачке снаге пролазе кроз Бричени и убијају многе Јевреје. Јевреји из околних градова су доведени у Бричени, да би 28. јула сви Јевреји били послати преко Дњестра а у неколико њих је пуцано на путу. Када су стигли у Могиљив-Подиљски, Немци су „изабрали” старије људе и присилили млађе да копају гробове за њих. Из Могиљив-Подиљског се остатак вратио у Отачи у Бесарабији, а затим у Сокирјане. Стотину њих је умрло на путу. Месец дана су провели у гету, да би били поново депортовани у Придњестровље. Сви млађи Јевреји су убијени у шуми недалеко од Сороке.
При завршетку рата, само 1.000 Јевреја се вратило у Бричени.

## Медији
- Радио Кишињев - 102,6 MHz

## Међународни односи
Бричени је побратимљен са:
- Радауци, Румунија